# Danh sách đội thể thao có giá trị nhất theo Forbes
Những đội thể thao có giá trị nhất ,là một bảng xếp hạng hàng năm bởi tạp chí Forbes, bao gồm các đội bóng đá, bóng chày, bóng rổ, bóng bầu dục. Đội bóng bầu dục  Dallas Cowboys, với giá trị 4 tỉ $, là đội thể thao có giá trị nhất năm 2016, trở thành đội bóng đầu tiên không thuộc hiệp hội bóng đá nắm giữ vị trí thứ nhất từ năm 2010.  Manchester United (từ năm 2010–12) và  Real Madrid (từ 2013–15) là những đội bóng trước đó nằm ở vị trí số 1.

## Xếp hạng 2016
| Xếp hạng | Đội bóng              | Loại hình    | Quốc gia    | Giá trị (tỉ $) |
| -------- | --------------------- | ------------ | ----------- | -------------- |
| 1        | Dallas Cowboys        | Bóng bầu dục | Hoa Kỳ      | 4              |
| 2        | Real Madrid           | Bóng đá      | Tây Ban Nha | 3.65           |
| 3        | Barcelona             | Bóng đá      | Tây Ban Nha | 3.55           |
| 4        | New York Yankees      | Bóng chày    | Hoa Kỳ      | 3.4            |
| 5        | Manchester United     | Bóng đá      | England     | 3.32           |
| 6        | New England Patriots  | Bóng bầu dục | Hoa Kỳ      | 3.2            |
| 7        | New York Knicks       | Bóng rổ      | Hoa Kỳ      | 3              |
| 8        | Washington Redskins   | Bóng bầu dục | Hoa Kỳ      | 2.85           |
| 9        | New York Giants       | Bóng bầu dục | Hoa Kỳ      | 2.8            |
| 10       | Los Angeles Lakers    | Bóng rổ      | Hoa Kỳ      | 2.7            |
| 10       | San Francisco 49ers   | Bóng bầu dục | Hoa Kỳ      | 2.7            |
| 12       | Bayern Munich         | Bóng chày    | Germany     | 2.68           |
| 13       | New York Jets         | Bóng bầu dục | Hoa Kỳ      | 2.6            |
| 14       | Los Angeles Dodgers   | Bóng chày    | Hoa Kỳ      | 2.5            |
| 14       | Houston Texans        | Bóng bầu dục | Hoa Kỳ      | 2.5            |
| 16       | Chicago Bears         | Bóng bầu dục | Hoa Kỳ      | 2.45           |
| 17       | Philadelphia Eagles   | Bóng bầu dục | Hoa Kỳ      | 2.4            |
| 18       | Boston Red Sox        | Bóng chày    | Hoa Kỳ      | 2.3            |
| 18       | Chicago Bulls         | Bóng rổ      | Hoa Kỳ      | 2.3            |
| 20       | San Francisco Giants  | Bóng chày    | Hoa Kỳ      | 2.25           |
| 21       | Chicago Cubs          | Bóng chày    | Hoa Kỳ      | 2.2            |
| 22       | Boston Celtics        | Bóng rổ      | Hoa Kỳ      | 2.1            |
| 23       | Arsenal               | Bóng đá      | England     | 2.02           |
| 24       | Los Angeles Clippers  | Bóng rổ      | Hoa Kỳ      | 2              |
| 25       | Green Bay Packers     | Bóng bầu dục | Hoa Kỳ      | 1.95           |
| 26       | Denver Broncos        | Bóng bầu dục | Hoa Kỳ      | 1.94           |
| 27       | Baltimore Ravens      | Bóng bầu dục | Hoa Kỳ      | 1.93           |
| 28       | Manchester City       | Bóng đá      | England     | 1.92           |
| 29       | Golden State Warriors | Bóng rổ      | Hoa Kỳ      | 1.9            |
| 29       | Pittsburgh            | Bóng bầu dục | Hoa Kỳ      | 1.9            |
| 31       | Indianapolis Colts    | Bóng bầu dục | Hoa Kỳ      | 1.88           |
| 32       | Seattle Seahawks      | Bóng bầu dục | Hoa Kỳ      | 1.87           |
| 33       | Miami Dolphins        | Bóng bầu dục | Hoa Kỳ      | 1.85           |
| 34       | Brooklyn Nets         | Bóng rổ      | Hoa Kỳ      | 1.7            |
| 35       | Atlanta Falcons       | Bóng bầu dục | Hoa Kỳ      | 1.67           |
| 35       | Chelsea               | Bóng đá      | England     | 1.67           |
| 37       | New York Mets         | Bóng chày    | Hoa Kỳ      | 1.65           |
| 38       | St. Louis Cardinals   | Bóng chày    | Hoa Kỳ      | 1.6            |
| 39       | Minnesota Vikings     | Bóng bầu dục | Hoa Kỳ      | 1.59           |
| 40       | Carolina Panthers     | Bóng bầu dục | Hoa Kỳ      | 1.56           |
| 41       | Liverpool             | Bóng đá      | England     | 1.55           |
| 42       | Arizona Cardinals     | Bóng bầu dục | Hoa Kỳ      | 1.54           |
| 43       | Kansas City Chiefs    | Bóng bầu dục | Hoa Kỳ      | 1.53           |
| 44       | San Diego Chargers    | Bóng bầu dục | Hoa Kỳ      | 1.525          |
| 45       | New Orleans Saints    | Bóng bầu dục | Hoa Kỳ      | 1.515          |
| 46       | Tampa Bay Buccaneers  | Bóng bầu dục | Hoa Kỳ      | 1.51           |
| 47       | Cleveland Browns      | Bóng bầu dục | Hoa Kỳ      | 1.5            |
| 47       | Houston Rockets       | Bóng rổ      | Hoa Kỳ      | 1.5            |
| 49       | Tennessee Titans      | Bóng bầu dục | Hoa Kỳ      | 1.49           |
| 50       | Jacksonville Jaguars  | Bóng bầu dục | Hoa Kỳ      | 1.48           |

## Các bảng xếp hạng trước đây

### 2010
| Xếp hạng | Đội bóng             | Môn               | Quốc gia    | Giá trị (tỉ $) |
| -------- | -------------------- | ----------------- | ----------- | -------------- |
| 1        | Manchester United    | Football          | England     | 1.83           |
| 2        | Dallas Cowboys       | American football | Hoa Kỳ      | 1.65           |
| 3        | New York Yankees     | Baseball          | Hoa Kỳ      | 1.6            |
| 4        | Washington Redskins  | American football | Hoa Kỳ      | 1.55           |
| 5        | New England Patriots | American football | Hoa Kỳ      | 1.36           |
| 6        | Real Madrid          | Football          | Tây Ban Nha | 1.32           |
| 7        | New York Giants      | American football | Hoa Kỳ      | 1.18           |
| 8        | Arsenal              | Football          | England     | 1.18           |
| 9        | New York Jets        | American football | Hoa Kỳ      | 1.17           |
| 10       | Houston Texans       | American football | Hoa Kỳ      | 1.15           |

### 2011
| Xếp hạng | Đội bóng             | Loại hình         | Quốc gia    | Giá trị (tỉ $) |
| -------- | -------------------- | ----------------- | ----------- | -------------- |
| 1        | Manchester United    | Football          | England     | 1.86           |
| 2        | Dallas Cowboys       | American football | Hoa Kỳ      | 1.81           |
| 3        | New York Yankees     | Baseball          | Hoa Kỳ      | 1.7            |
| 4        | Washington Redskins  | American football | Hoa Kỳ      | 1.55           |
| 5        | Real Madrid          | Football          | Tây Ban Nha | 1.45           |
| 6        | New England Patriots | American football | Hoa Kỳ      | 1.37           |
| 7        | Arsenal              | Football          | England     | 1.19           |
| 8        | New York Giants      | American football | Hoa Kỳ      | 1.18           |
| 9        | Houston Texans       | American football | Hoa Kỳ      | 1.17           |
| 10       | New York Jets        | American football | Hoa Kỳ      | 1.14           |

### 2012
| Xếp hạng | Đội bóng             | Loại hình         | Quốc gia    | Giá trị (tỉ $) |
| -------- | -------------------- | ----------------- | ----------- | -------------- |
| 1        | Manchester United    | Football          | England     | 2.23           |
| 2        | Real Madrid          | Football          | Tây Ban Nha | 1.88           |
| 3        | New York Yankees     | Baseball          | Hoa Kỳ      | 1.85           |
| 3        | Dallas Cowboys       | American football | Hoa Kỳ      | 1.85           |
| 5        | Washington Redskins  | American football | Hoa Kỳ      | 1.56           |
| 6        | Los Angeles Dodgers  | Baseball          | Hoa Kỳ      | 1.4            |
| 6        | New England Patriots | American football | Hoa Kỳ      | 1.4            |
| 8        | Barcelona            | Football          | Tây Ban Nha | 1.31           |
| 9        | New York Giants      | American football | Hoa Kỳ      | 1.3            |
| 10       | Arsenal              | Football          | England     | 1.29           |

### 2013
| Xếp hạng | Đội bóng             | Loại hình         | Quốc gia    | Giá trị (tỉ $) |
| -------- | -------------------- | ----------------- | ----------- | -------------- |
| 1        | Real Madrid          | Football          | Tây Ban Nha | 3.3            |
| 2        | Manchester United    | Football          | England     | 3.165          |
| 3        | Barcelona            | Football          | Tây Ban Nha | 2.6            |
| 4        | New York Yankees     | Baseball          | Hoa Kỳ      | 2.3            |
| 5        | Dallas Cowboys       | American football | Hoa Kỳ      | 2.1            |
| 6        | New England Patriots | American football | Hoa Kỳ      | 1.635          |
| 7        | Los Angeles Dodgers  | Baseball          | Hoa Kỳ      | 1.615          |
| 8        | Washington Redskins  | American football | Hoa Kỳ      | 1.6            |
| 9        | New York Giants      | American football | Hoa Kỳ      | 1.468          |
| 10       | Arsenal              | Football          | England     | 1.326          |

### 2014
| Xếp hạng | Đội bóng             | Loại hình         | Quốc gia    | Value ($B) |
| -------- | -------------------- | ----------------- | ----------- | ---------- |
| 1        | Real Madrid          | Football          | Tây Ban Nha | 3.44       |
| 2        | Barcelona            | Football          | Tây Ban Nha | 3.2        |
| 3        | Manchester United    | Football          | England     | 2.81       |
| 4        | New York Yankees     | Baseball          | Hoa Kỳ      | 2.5        |
| 5        | Dallas Cowboys       | American football | Hoa Kỳ      | 2.3        |
| 6        | Los Angeles Dodgers  | Baseball          | Hoa Kỳ      | 2          |
| 7        | Bayern Munich        | Football          | Germany     | 1.85       |
| 8        | New England Patriots | American football | Hoa Kỳ      | 1.8        |
| 9        | Washington Redskins  | American football | Hoa Kỳ      | 1.7        |
| 10       | New York Giants      | American football | Hoa Kỳ      | 1.55       |

### 2015
| Xếp hạng | Đội bóng             | Loại hình         | Quốc gia    | Giá trị (tỉ $) |
| -------- | -------------------- | ----------------- | ----------- | -------------- |
| 1        | Real Madrid          | Football          | Tây Ban Nha | 3.26           |
| 2        | Dallas Cowboys       | American football | Hoa Kỳ      | 3.2            |
| 2        | New York Yankees     | Baseball          | Hoa Kỳ      | 3.2            |
| 4        | Barcelona            | Football          | Tây Ban Nha | 3.16           |
| 5        | Manchester United    | Football          | England     | 3.1            |
| 6        | Los Angeles Lakers   | Basketball        | Hoa Kỳ      | 2.6            |
| 6        | New England Patriots | American football | Hoa Kỳ      | 2.6            |
| 8        | New York Knicks      | Basketball        | Hoa Kỳ      | 2.5            |
| 9        | Los Angeles Dodgers  | Baseball          | Hoa Kỳ      | 2.4            |
| 9        | Washington Redskins  | American football | Hoa Kỳ      | 2.4            |

## Dẫn chứng
1. ↑  Badenhausen, Kurt (ngày 13 tháng 7 năm 2016). "Dallas Cowboys Head The World's 50 Most Valuable Sports Teams Of 2016". Truy cập ngày 17 tháng 7 năm 2016.
2. ↑  Badenhausen, Kurt (ngày 15 tháng 7 năm 2015). "The World's 50 Most Valuable Sports Teams 2015". Truy cập ngày 8 tháng 5 năm 2016.